# Ꚑ
Ꚑ, ꚑ (w Unikodzie nazwana tsse) – litera rozszerzonej cyrylicy, wykorzystywana dawniej w języku abchaskim do oznaczania labializowanej spółgłoski wyrzutowo pęcherzykowo-podniebiennej [t͡ɕʼʷ]. Litera ta składa się z litery T i znaku diakrytycznego ogonka.

## Kodowanie[2]
| Znak                   | Ꚑ                            | Ꚑ                            | ꚑ                          | ꚑ                          |
| ---------------------- | ---------------------------- | ---------------------------- | -------------------------- | -------------------------- |
| Nazwa w Unikodzie      | Cyrillic Capital Letter Tsse | Cyrillic Capital Letter Tsse | Cyrillic Small Letter Tsse | Cyrillic Small Letter Tsse |
| Kodowanie              | dziesiątkowo                 | szesnastkowo                 | dziesiątkowo               | szesnastkowo               |
| Unicode                | 42640                        | U+A690                       | 42641                      | U+A691                     |
| UTF-8                  | 234 154 144                  | ea 9a 90                     | 234 154 145                | ea 9a 91                   |
| Odwołania znakowe SGML | &#42640;                     | &#xA690;                     | &#42641;                   | &#xA691;                   |